# Lenna

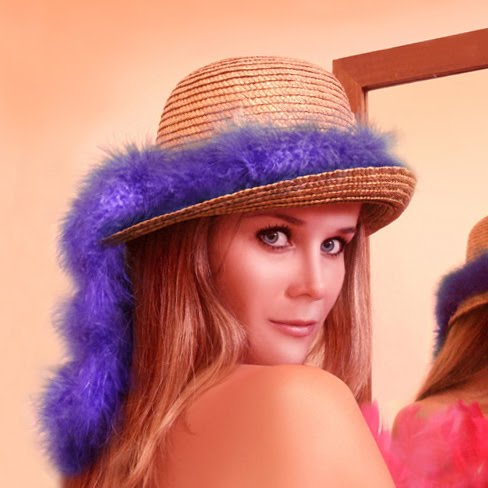
Imatge de Lena Forsén utilitzada en molts experiments de processament d'imatges

Lenna o Lena és una imatge de prova estàndard àmpliament utilitzada en el camp del processament d'imatges des de 1973. Es tracta d'una imatge de la model sueca Lena Forsén, filmada pel fotògraf Dwight Hooker, extreta de la pàgina central de la revista Playboy de novembre de 1972. L'ús continuat de la imatge ha generat controvèrsia, tant en l'àmbit tècnic com en el sociològic, i moltes revistes han desencoratjat o prohibit el seu ús.
L'ortografia "Lenna" prové del desig de la model de fomentar la pronunciació adequada del seu nom. "Jo no vull ser anomenada Lee Na [English /ˈliːnə/ ]," va explicar en una ocasió.
La imatge de Lena Forsén fou utilitzada en molts experiments de processament d'imatges. (Feu clic per accedir a la versió de prova estàndard 512×512px.)

## Història
Abans de Lenna, el primer ús d'una imatge de la revista Playboy per il·lustrar algoritmes de processament d'imatges va ser el 1961. Lawrence Roberts va utilitzar dues imatges retallades en escala de grisos de 6 bits, facsímils escanejats de l'edició de Playboy de juliol de 1960 amb la Playmate Teddi Smith (nascuda Dalila Henry), en la seva tesi doctoral sobre el tramat d'imatge presentada al MIT.

Destinada a un estudi de processament d'imatges en color d'alta resolució, la història de la imatge de Lenna es va descriure al butlletí de maig de 2001 de la IEEE Professional Communication Society, en un article de Jamie Hutchinson:
Alexander Sawchuk calcula que fou al juny o juliol de 1973 quan ell, aleshores professor ajudant d'enginyeria elèctrica a l'Institut de Processament de Senyals i Imatges (SIPI) de la Universitat del Sud de Califòrnia, juntament amb un estudiant de postgrau i el gerent del laboratori SIPI, cercava apressadament pel laboratori una bona imatge per al document de la conferència d'un company. Es van cansar del seu estoc d'imatges de proves habitual, coses avorrides que es remuntaven a treballs sobre les normes televisives a principis dels anys seixanta. Volien alguna cosa brillant per garantir un bon marge dinàmic de sortida i volien un rostre humà. Just aleshores, algú va passar amb un número recent de Playboy. Els enginyers van arrencar el terç superior del plec central per poder embolicar-lo al voltant del tambor del seu escàner de fotografies Muirhead, que havien equipat amb convertidors analògics a digitals (un per cada canal vermell, verd i blau) i un Minicomputador Hewlett Packard 2100. El Muirhead tenia una resolució fixa de 100 línies per polzada i els enginyers volien una imatge de 512 × 512, de manera que van limitar l'escaneig a la part superior de 5,12 polzades de la imatge, retallant-la efectivament a les espatlles del subjecte. 
 Aquest escaneig es va convertir en una de les imatges més utilitzades en la història de la informàtica. En un número de 1999 de l' IEEE Transactions on Image Processing, "Lena" es va utilitzar en tres articles separats, i la imatge va continuar apareixent en revistes científiques al començament del segle xxi. Lenna és tan àmpliament acceptada a la comunitat de processament d'imatges que Forsén va ser convidat a la 50a Conferència anual de la Societat per a la ciència i la tecnologia de la imatge (IS&T) el 1997. L'ús de la foto en imatges digitals s'ha descrit com "clarament un dels esdeveniments més importants de la seva [història]". El 2015, Lena Forsen també va ser convidada d'honor al banquet de l'IEEE ICIP 2015. Després de pronunciar un discurs, va presidir la cerimònia de lliurament del millor paper.
Per explicar la popularitat de Lenna, David C. Munson, editor en cap de IEEE Transactions on Image Processing, va assenyalar que era una bona imatge de prova pel seu detall, les zones planes, els ombres i la textura. No obstant això, també va assenyalar que la seva popularitat es deu en gran part a que la imatge d'una dona bella atreia els homes en un camp dominat per homes.
Tot i que Playboy sol reduir els usos il·legals del seu material i inicialment enviava avisos a les publicacions i revistes de recerca que utilitzaven la imatge, amb el pas del temps va decidir passar per alt l'ús de Lena. Eileen Kent, vicepresidenta de nous mitjans de Playboy, va dir: "Vam decidir que explotaríem aquesta popularitat, perquè és un fenomen".

## Crítica
L'ús de la imatge ha generat controvèrsia perquè Playboy és "vist (per alguns) com a degradant per a les dones", i s'ha assenyalat la foto de Lenna com un exemple de sexisme a les ciències, reforçant els estereotips de gènere.

En un assaig de 1999 sobre les raons del predomini masculí en informàtica, la matemàtica aplicada Dianne P. O'Leary va escriure:
Les imatges suggerents que s'utilitzen a les conferències sobre processament d'imatges ... transmeten el missatge que el professor només atén als homes. Per exemple, és sorprenent que la imatge "Lena" encara s'utilitzi com a exemple als cursos i es publiqui com a imatge de prova a les revistes actuals. 
Un document del 2012 sobre detecció comprimida utilitzava una foto del model Fabio Lanzoni com a imatge de prova per cridar l'atenció sobre aquest tema.
L'ús de la imatge de prova a l'escola magnètica Thomas Jefferson High School for Science and Technology del comtat de Fairfax ( Virgínia) va provocar un editorial convidat per un sènior del The Washington Post el 2015 sobre el seu impacte perjudicial en les dones aspirants a estudiants d'informàtica.
El 2017, el Journal of Modern Optics va publicar un editorial titulat "On alternatives to Lenna" suggeria tres imatges (Pirata, Cameraman i Peppers) que "són raonablement properes a Lenna en l'espai de funcions".
El 2018, la revista Nature Nanotechnology va anunciar que ja no tindrien en compte els articles que utilitzessin la imatge de Lenna. El mateix any , SPIE, els editors d' Enginyeria icalptica, també van anunciar que des-incentivarien l'ús de la imatge Lenna i que ja no considerarien noves presentacions amb la imatge "sense convèncer una justificació científica per al seu ús". Optical Engineering havia aparegut anteriorment la imatge a la portada del seu número de juliol de 1991, que va cridar l'atenció de Playboy sobre la possible infracció dels drets d'autor.

## Remasterització
Al 2001, Jeff Seideman, de la Society for Imaging Science and Technology, treballava amb l'arxiver de Playboy per tal de reescanejar la imatge a partir dels negatius originals.